# ロベルト・スタンコフスキー
ロベルト・スタンコフスキー（スロバキア語: Robert Stankovsky, 1964年8月5日 - 2001年1月6日）は、スロバキアの指揮者。

## 経歴
1964年ブラチスラヴァ生まれ。少年期からピアノ、リコーダー、オーボエやクラリネットに親しむ。14歳の時にブラチスラバ舞台芸術アカデミーに入学して指揮法を学び、奨学金を得てパリのジェラール・ドヴォスの講習会にも参加した。
1992年からチェコスロバキア放送交響楽団の首席指揮者に就任。1997年から母校であるブラチスラバ舞台芸術アカデミーの講師も務めた。2001年にブラチスラヴァで死去。